# Hypercompe obtecta
Hypercompe obtecta är en fjärilsart som beskrevs av Paul Dognin 1907. Hypercompe obtecta ingår i släktet Hypercompe och familjen björnspinnare. Inga underarter finns listade i Catalogue of Life.